# Лешерн фон Герцфельд, Мария Павловна
Мария Павловна Лешерн фон Герцфельд (урождённая Мейнгардт; 1847, Тверь — после 1921, Нижний Новгород) — русская революционерка, народница, автор воспоминаний.
Старшая сестра Анны Павловны Прибылёвой-Корбы.

## Биография
Из семьи инженера путей сообщения Павла Адольфовича Мейнгардта (1812—1873, Ярославль) и выпускницы Смольного института Екатерины Осиповны Корицкой (? — октябрь 1874, Минск). В семье родилось двенадцать детей, но только семеро — сын Николай и шесть дочерей — Мария, Елена (1848, Тверь—1919), Анна, Ольга, Варвара, Виктория (1853—1929) дожили до зрелых лет, остальные умирали новорождёнными. Воспитывалась в родительском доме. Получила домашнее образование с гувернантками, также занималась самообразованием. Вследствие характера работы отца — организация строительства, вместе с семьёй часто меняла местожительства. Детство и юность провела в Твери, Варшаве, Владимире-на-Клязьме, Ярославле.
Весной 1868 года вышла замуж за инженера путей сообщения Александра Александровича Лешерн фон Герцфельд. Проживали в Моршанске, где супруг работал на строительстве Рязанско-Воронежской железной дороги. В 1869 году переехали в Санкт-Петербург. В 1870—1871 училась на женских Аларчинских курсах. В 1871 году развелась с А. А. Лешерн фон Герцфельдом. По словам А. П. Прибылевой-Корбы (младшей сестры М. П. Лешерн фон Герцфельд), это «составило несчастье для обоих на всю остальную их жизнь». Одна воспитывала сына Павла (род. 1870).
В середине 1870-х годов познакомилась с Александром Ивановичем Иванчиным-Писаревым и стала его гражданской женой. Жила с ним в Швейцарии.
После возвращения в Россию, летом 1876 года принимала участие в организации побега П. А. Кропоткина из арестанского отделения Николаевского военного госпиталя в Санкт-Петербурге.
Весной и летом 1877 года жила в Самаре. Вступила в организацию «Земля и воля», и принимала участие в землевольческом поселении. Вместе с Е. Н. Фигнер поселилась в Бузулукском уезде Самарской губернии. Выдавала себя за сестру А. И. Иванчина-Писарева, жила с ним в с. Страхово. Устроилась на работу счетоводом в сельском ссудо-сберегательном товариществе. 30 декабря 1877 года скрылась из Страхова и в мае 1878 года поселилась вместе с Иванчиным-Писаревым в Вольском уезде Саратовской губернии, проживала в сёлах Булгаковка и Балтай.
13 марта 1879 года скрылась после того, как её паспорт был потребован в прописку. Привлекалась к полицейскому дознанию по делу о 58-ми лицах за участие в преступном сообществе. По Высочайшему повелению 8 июля 1881 года дело по отношению к ней было приостановлено впредь до её розыска и задержания.
В 1881 году нелегально последовала за А. И. Иванчиным-Писаревым, административно высланным в Минусинск. Весной 1882 года добровольно сдалась властям. 26 мая 1882 года была арестована и отправлена в Санкт-Петербург, где по решению властей была выдана на поруки мужу своей сестры Виктории Павловны — Александру Генриховичу Штанге. В виду расстроенного здоровья в 1882 году жила у него в Сочи.
В 1883 года выслана под надзор полиции на три года в место, избранное ей самой для жительства. Выбрала место, где отбывал ссылку А. И. Иванчин-Писарев в Минусинском округе. В 1884 году жила в с. Луговском (Минусинский округ).
В 1887 году после окончания срока ссылки вернулась в Европейскую часть России. В 1895—1900 годах жила в Санкт-Петербурге, заведовала хозяйством благотворительного общества для одиноких женщин.
Вышла замуж в третий раз. Проживала с семьёй в Нижнем Новгороде.
Умерла после 1921 года.

## Мужья
- Александр Александрович Лешерн фон Герцфельд

Сын — Павел Александрович — русский инженер путей сообщения.
- Александр Иванович Иванчин-Писарев.

## Воспоминания
- Воспоминания о побеге П. А. Кропоткина // Былое. 1921. № 17. С. 59-63.
- Воспоминания М. П. Лешерн фон Герцфельд о народнической пропаганде среди крестьян Самарской и Саратовской губерний в 1877—1879 гг.// Труды СПбИИ РАН, т.2, стр.377—427, 2016.